# Osvald Chlubna
Osvald Chlubna, né le 22 juillet 1893 à Brno et mort le 30 octobre 1971 dans cette même ville, est un compositeur tchèque.

## Biographie
Osvald Chlubna se destine initialement à des études d'ingénieur, mais il change de spécialité et, de 1914 à 1924, il étudie la composition avec Leoš Janáček. Jusqu'en 1953, il travaille comme employé de bureau. Plus tard, il enseigne à l'école d'orgue de Brno. Il travaille dans de nombreuses organisations artistiques à Brno. Ses œuvres peuvent être définies par trois périodes distinctes : le romantisme, l'impressionnisme et le constructivisme moderne. Il s'est également plongé dans le symbolisme. Il a utilisé les textes de poètes symboliques tchèques, tels qu'Otakar Březina, Jaroslav Vrchlický, Jaroslav Durych et d'autres. Il a écrit plusieurs cycles de compositions pour piano et orgue, ainsi que des symphonies, des ouvertures et des cantates. Il a écrit aussi de nombreux opéras, souvent à partir de ses propres livrets, tels que La vengeance de Catulle, d'après l'œuvre de Vrchlický (1917), Alladina et Palomid (d'après l'œuvre de Maurice Maeterlinck, 1925), Ňura (1932), Comment la mort est venue dans le monde (1936), Jiří de Kunštát et Poděbrady (d'après l'œuvre d'Alois Jirásek, 1941), Cradle (composé d'après l'œuvre de Jirásek, 1951), Eupyros (1960). Il a également écrit des textes et des articles principalement sur Leoš Janáček.